# Stenus ampliventris
Stenus ampliventris es una especie de escarabajo del género Stenus, familia Staphylinidae. Fue descrita científicamente por J.Sahlberg en 1890.
Habita en Finlandia, Austria, Alemania y Rusia.